# Arbetsfred
Arbetsfred är frånvaron av arbetskonflikter. 
Arbetsfred kan uppnås på många sätt, bland annat genom lagstiftning och kollektivavtal.

## Sverige
Det första initiativet till lagstiftning kring arbetsfred togs vid 1887 års riksdag genom en motion
om införandet av skiljedomstolar mellan arbetare och arbetsgivare. Kravet återkom därefter vid ett
antal riksdagar, men först 1906 kom en lag om medling i arbetstvister. Den lagen gällde fram till 1920
då en ny medlingslag kom.
Efter 1909 års storstrejk framlade regeringen flera förslag för att
främja arbetsfreden, bland annat förslag om lagor om kollektivavtal och särskilda domstolar för arbetstvister.
1920 antogs, förutom den ovannämnda medlingslagen, även lagar om skiljenämnder och skiljedomare.
1928 kom ytterligare ny lagstiftning om kollektivavtal och arbetsdomstolar. Dessa mötte först starkt motstånd från
arbetarnas sida, men kom senare att accepteras av fackföreningsrörelsen. Under 1930-talet diskuterades lagstiftning
om samhällsfarliga arbetsinställelser och beredskapslagstiftning, rätten för regeringen att vid kritiska tillfällen 
förbjuda arbetskonflikter. 1938 slöts sedan Saltsjöbadsavtalet som fortfarande utgör grunden för att arbetsmarknadens parter 
skall sluta avtal utan inblandning av regeringen. Avtalet innehåller bland annat regler om arbetsfred och spelreglerna för konflikter.